# Debenhams

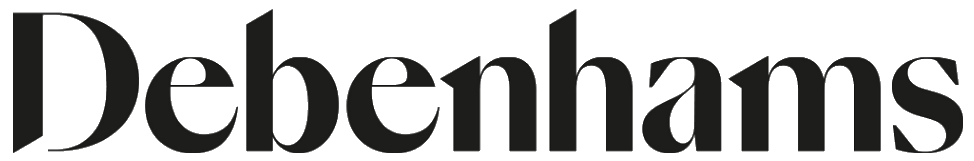
Logo

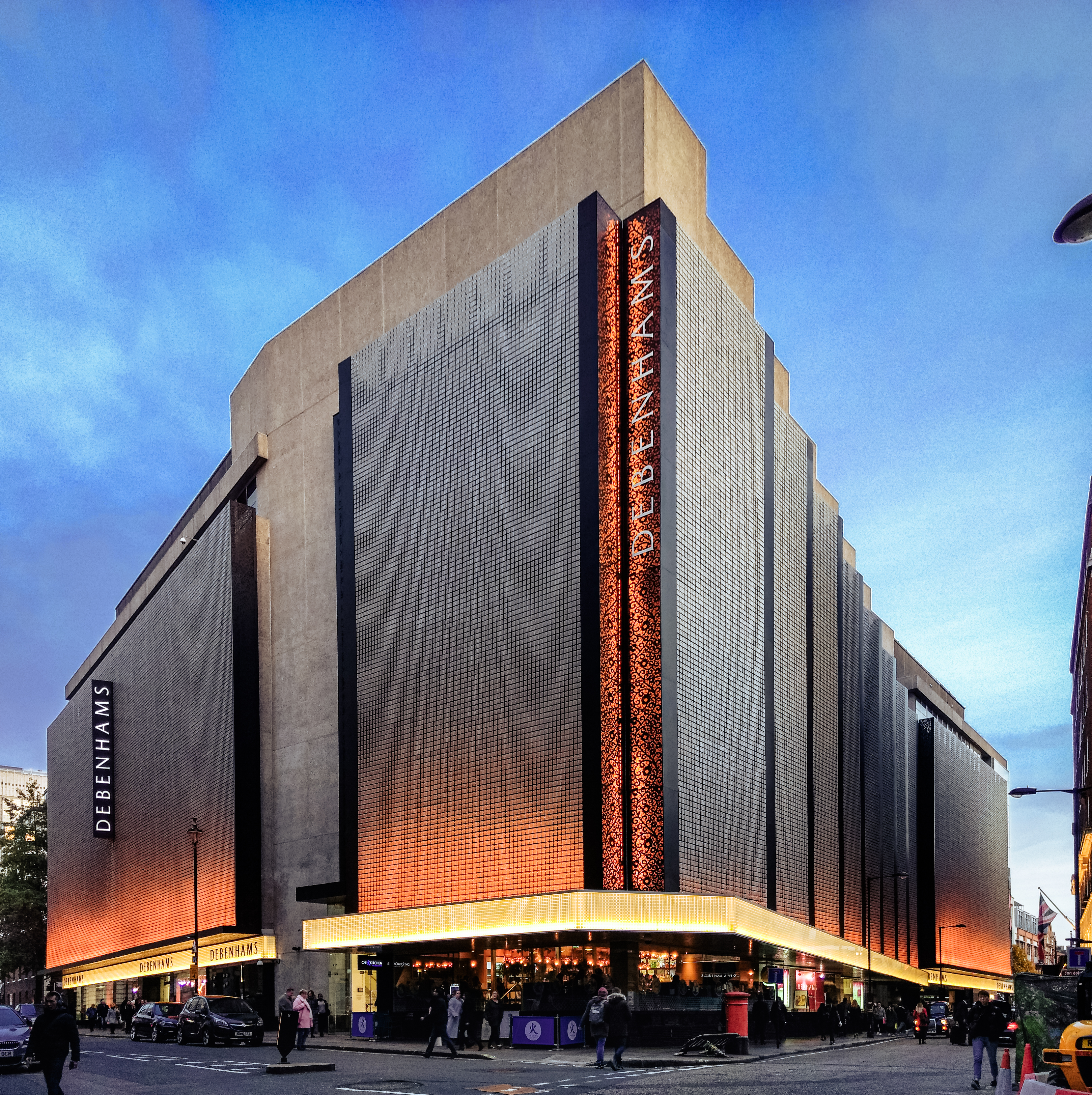
Debenhams tidigare flaggskeppsvaruhus på Oxford Street i London, 2016.

Debenhams var en brittisk varuhuskedja med säte i London, grundad som företag 1778 och försatt i konkurs 2020, efter flera års finansiella svårigheter, förvärrade i samband med covid-19-pandemin. Debenhams hade 2020, före konkursen, 124 varuhus och 12 000 anställda i Storbritannien. De sista butikerna i Storbritannien stängde den 15 maj 2021. I januari 2021 köpte e-handelsföretaget Boohoo Debenhams varumärke och webbplats för 55 miljoner pund. Varumärket Debenhams finns därför kvar online.
Debenhams varuhus fanns också i flera andra länder, genom lokala avdelningar eller franchise-butiker. I Irland drev Debenhams Ireland 11 butiker, vilka stängdes i april 2020.
I november 2009 köpte Debenhams den danska varuhuskedjan Magasin du Nord, som efter Debenhams konkurs såldes till tyska Peek & Cloppenburg.
Debenhams hade 2011 totalt 163 butiker i Storbritannien och Irland, 6 butiker i Danmark och 65 franchise-butiker i 25 olika länder, med totalt cirka 30 000 anställda.
Ett Debenhams-varuhus fanns i Sverige, på Drottninggatan 53 i Stockholm, mellan 2002 och 2007.